# Geografija Kazahstana
Kazahstan je v Srednji Aziji in Vzhodni Evropi na 48°N 68°E / 48°N 68°E, s površino približno 2.724.900 kvadratnih kilometrov pa več kot dvakratnik skupne velikosti drugih štirih držav Srednje Azije. Država meji na Turkmenistan, Uzbekistan in Kirgizistan na jugu, Rusijo proti severu in zahodu in na Kaspijsko jezero proti zahodu ter Kitajsko avtonomno pokrajino Šindžjang-Ujgur na vzhodu.

## Topografija in vode
Znotraj Kazahstana je precej topografskih razlik. Najvišja točka je vrh gore Han Tengri, na Kirgiško-kitajski meji v območju gorovja Tjanšana, z nadmorsko višino 6995 m in večnim ledom; najnižja točka je dno depresije Karagije na -132 m pod morsko gladino, v provinci Mangistau vzhodno od Kaspijskega jezera. Večina države leži na 200–300 m nadmorske višine, vendar ima kazahstanska kaspijska obala nekatere najnižje točke na Zemlji.
Številni vrhovi altajskega in tienšanskega gorovja so celo leto prekriti s snegom, odtok pa so vir večine kazahstanskih sladkovodnih rek, potokov in jezer.
Razen rek Tobol (kazaško Тобыл Tobyl), Išim (kazaško Есіл / Esil) in Irtiš (kazaško Ертіс, Ertis), katerih deli se tečejo skozi Kazahstan, so vse reke in potoki Kazahstana del zaprtih (neobalnih) sistemov. Ali se izlivajo v osamljena vodna telesa, kot je Kaspijsko jezero ali preprosto izginejo v stepah in puščavah srednjega in južnega Kazahstana. Številne reke, potoki in jezera so sezonski, poleti izhlapijo. Tri največja vodna telesa so Balhaško jezero, delno sladko, delno slano jezero na vzhodu v bližini Almatija ter Kaspijsko jezero in že skoraj suho Aralsko jezero, ki le delno ležita v Kazahstanu.
Približno 9,4 odstotka kazahstanskih površin je mešanica stepe in gozda ali stepe brez dreves, predvsem na severu ali porečju reke Ural na zahodu. Več kot tri četrtine države, vključno s celotnim zahodom in večino juga je ali polpuščava (33,2 %) ali puščava (44 %). Teren v teh regijah je gol, erodiran, razbito višavje, s peščenimi sipinami v Kizilkumu ('Rdeči peski' – kazaško Қызылқұм) in Mojunkum (kazaško Мойынқұм), puščavi, ki zasedata južno-osrednji Kazahstan.

## Podnebje
Podnebje v Kazahstanu je celinsko. Poleti so povprečne temperature več kot 30 ° C, pozimi pa –20 ° C.
Iz podnebne karte so razvidni primeri različnih podnebnih razmer v državi; Aktau in Kaspijsko jezero na zahodu države imata izrazito hladno puščavsko in hladno polsušno podnebje, medtem ko ima Petropavl podnebje, značilno za preostalo državo; izjemna variacija vlažnega celinskega podnebja, znano po neenakomerni razporeditvi padavin in drastičnem temperaturnem razponu med letnimi časi.
Kljub razmeroma nizkim količinam padavin in sušni geografiji (vsaj na večini delov) spomladanske poplave, ki jih občasno lahko prinesejo močne padavine in taljenje snega, v severnih in osrednjih regijah države niso nič nenavadnega. Aprila 2017, po zimi, ki je zapustila količino snega nad 60 odstotkov, je močno deževje povzročilo obsežno škodo in začasno razselilo na tisoče ljudi.

## Okoljski problemi
Okolje Kazahstana je močno prizadela človeška dejavnost. Večino vode v Kazahstanu onesnažujejo industrijski odtoki, pesticidi in ostanki gnojil ter ponekod radioaktivni elementi. Najbolj vidna škoda je na Aralskem jezeru, ki je bilo še v 1970-ih večje od katerega koli od Velikih jezer Severne Amerike, razen jezera Superior. Jezero se je začelo hitro krčiti, ko se je močno povečalo namakanje in druge zahteve po edinih pomembnih pritokih, Sir Darji in Amu Darji (slednja je dosegla Aral iz sosednjega Uzbekistana), ki sta skoraj usahnili pred vtokom v jezero. V času sovjetske dobe je Kazahstan dobil vodo iz Tadžikistana in Kirgizistana, Uzbekistan, Turkmenistan in Kazahstan pa so v zameno zagotovila nafto in plin za ti dve državi. Vendar je po razpadu ZSSR ta sistem propadel in načrta za nadomestitev ni bilo. Glede na raziskave, ki jih je izvedla Mednarodna krizna skupina, je malo politične volje za rešitev tega problema kljub potrebi Srednje Azije po medsebojnem delitvi virov. [5] Do leta 1993 je Aralsko jezero izgubilo približno 60 % svojega obsega, pri čemer se je razdelil na tri nepovezane segmente. Vse večja slanost in zmanjšan življenjski prostor sta pomorila ribe Aralskega jezera, zato je propadla nekdaj aktivna ribiška industrija, umikajoča se obala pa je zapustila nekdanje pristanišče Aral'sk več kot 70 kilometrov od roba vode. Izčrpavanje tega velikega vodnega telesa je povečalo temperaturne razlike v regiji, kar je vplivalo tudi na kmetijstvo. Veliko večji vpliv na kmetijstvo pa prinašajo tla, napolnjena s soljo in pesticidi, ki jih veter prenaša celo do Himalaje in Tihega oceana. Nalaganje te močno slane zemlje na bližnjih poljih jih učinkovito sterilizira. Dokazi kažejo, da soli, pesticidi in ostanki kemičnih gnojil negativno vplivajo tudi na človeško življenje okoli nekdanjega Aralskega jezera; umrljivost dojenčkov v regiji se približuje 10 % v primerjavi z nacionalno stopnjo 2,7 odstotka leta 1991.
Nasprotno pa vodostaj Kaspijskega jezera od leta 1978 stalno narašča iz razlogov, ki jih znanstveniki niso znali v celoti pojasniti. Na severnem koncu morja je poplavljenih več kot 10.000 kvadratnih kilometrov zemlje v regiji Atirau. Strokovnjaki ocenjujejo, da bi se ob obstoju sedanje stopnje rasti lahko kmalu potopilo obalno mesto Atirau, osemdesetinosemdeset drugih naselij ter mnoga kazahstanska naftna polja.
Vetrna erozija je prizadela tudi severni in osrednji del države zaradi uvedbe širokega gojenja pšenice. V 1950-ih in 1960-ih letih je bilo veliko zemlje izgubljene, ko so kot del Hruščovovega kmetijskega projekta Deviška dežela pod orali ogromne komplekse kazahstanske stepe. Do sredine 1990-ih je bilo približno 60 % pašnikov države na različnih stopnjah  dezertifikacije.
Industrijsko onesnaževanje povzroča večje težave v proizvodnih mestih, kjer starajoče  tovarne črpajo ogromne količine nefiltriranih onesnaževal v zrak in podtalnico. Nekdanja prestolnica, Almati, je še posebej ogrožena, deloma tudi zaradi razcveta v zasebnem lastništvu avtomobilov.
Najhujša okoljska grožnja Kazahstanu izvira iz sevanja, zlasti v severovzhodni regiji Semej (Semipalatinsk, Testni poligon Semipalatinsk), kjer je Sovjetska zveza preskušala skoraj 500 jedrskih kosov orožja, od tega 116 nadzemno. Pogosto so bili takšni preskusi izvedeni, ne da bi evakuirali ali celo opozorili lokalno prebivalstvo. Čeprav so leta 1990 ustavili jedrske preskuse, za območje velja, da so zelo pogoste zastrupitve z radiacijo, prirojene napake pri otrocih, huda anemija in levkemija.
Z nekaj vidnimi izjemami je bil glavni uradni odgovor na kazaške ekološke težave ustni. Februarja 1989 je nasprotovanje sovjetskim jedrskim testiranjem in njegovim škodljivim učinkom v Kazahstanu povzročilo ustanovitev enega največjih in najvplivnejših ljudskih gibanj Nevada-Semipalatinsk, ki ga je ustanovil kazaški pesnik in javni človek Olžas Sulejmenov (kazaško Олжас Омарұлы Сүлейменов, Oljas Omaruly Súleımenov). V prvem tednu obstoja gibanja je Nevada-Semipalatinsk zbral več kot dva milijona podpisov Kazahstancev vseh etničnih skupin pod peticijo Gorbačovu, s katero so zahtevali konec jedrskih testiranj v Kazahstanu. Po letu demonstracij in protestov je prepoved začela veljati leta 1990. V veljavi je ostala do leta 1996, čeprav je bila leta 1995 vsaj ena neeksplodirana naprava še vedno na mestu blizu Semeja.
Ko je bil dosežen glavni ekološki cilj, se je gibanje Nevada-Semipalatinsk razširilo v splošnejše politično gibanje; ni zasledovalo le široke ekološke ali "zelene" agende. Zelo majhna zelena stranka Tabigat je leta 1994 postala pogosta v parlamentu s politično opozicijo.
Vlada je ustanovila ministrstvo za ekologijo in biološke vire z ločeno upravo za radioekologijo, vendar so programi ministrstva premalo financirani in nimajo prednosti. Leta 1994 je bilo za okoljske programe namenjenih le 23 % proračunskih sredstev. Organizira se veliko uradnih srečanj in konferenc (več kot 300 jih je bilo posvečenih samo Aralskemu jezeru), a je le nekaj praktičnih programov začelo delovati. Leta 1994 so se Svetovna banka, Mednarodni denarni sklad (IMF) in ameriška agencija za varstvo okolja dogovorili, da bodo Kazahstanu namenili 62 milijonov dolarjev za pomoč pri premagovanju ekoloških problemov.
Naravne nevarnosti
Potresi na jugu in blati plazovi okoli Almatija
Okolje - aktualne težave
Po vsej državi najdemo radioaktivna ali strupena kemična mesta, povezana z nekdanjo obrambno industrijo in preskusnimi območji, ki predstavljajo tveganje za zdravje ljudi in živali; industrijsko onesnaževanje je v nekaterih mestih močno; ker sta se dve glavni reki, ki sta se izlivali v Aralsko morje, preusmerjeni na namakanje, se to suši in za seboj pušča škodljiv sloj kemičnih pesticidov in naravnih soli; te snovi nato pobere veter in jih raznese v škodljive prašne nevihte; onesnaževanje v Kaspijskem jezeru; onesnaževanje tal zaradi prekomerne uporabe kmetijskih kemikalij in zasoljevanje zaradi slabe infrastrukture in potratnih namakalnih praks.
Okolje - mednarodni sporazumi
- Pogodbenica: biotska raznovrstnost, podnebne spremembe, dezertifikacija, Rdeči seznam IUCN, zaščita ozonskega plašča, MARPOL 73/78
- Podpisan, vendar ne ratificiran: Protokol o podnebnih spremembah iz Kjota

## Območje in meje
Po podatkih CIA World Factbook:
Površina
- Skupaj: 2.724.900 km²
- Zemljišče: 2.699.700 km²
- Voda: 25.200 km²

Meje
• Skupaj: 13.364 kilometrov 
• Obmejne države: Ljudska republika Kitajska (na jugovzhodu) 1.765 kilometrov, Kirgizistan (na jugovzhodu) 1.212 kilometrov, Rusija (na severu) 7.644 kilometrov, Turkmenistan (do na jugozahodu 413 kilometrov, Uzbekistan (na jugu) 2.330 kilometrov
Obala
- 0 km: država je brez morske obale, vendar meji na Kaspijsko jezero (1894 km).

Ekstremne točke
- Najnižja točka: Vpadina Kaundy -132 m
- Najvišja točka: Han Tengri (Pik Han-Tengri) 6995 m

## Raba zemljišč
Po ocenah CIA World Factbook:
Kmetijska zemljišča 77,4 % (2011)
- njive: 8,9 %
- Trajni nasadi: 0 %
- Trajni pašniki: 68,5 %
- gozd: 1,2 %
- Drugo: 21,4 %

Namakano zemljišče (2012)
• 20.660 km²

## Vodni viri
Skupni obnovljivi vodni viri:
- 107,5 km³ (2011)

Odvzem sladke vode (gospodinjski / industrijski / kmetijski)
- Skupaj: 21,14 km³ / leto (4 % / 30 % / 66 %)
- na prebivalca: 1304 m³ / leto (2010)